# New Delhi
New Delhi (hindi: नई दिल्ली, Naī Dillī) predstavlja glavni grad Indije s 321.883 stanovnika u tom dijelu grada. Dio je aglomeracije s nešto sjevernije smještenim starijim dijelom Delhi s 17,753.087 stanovnika (stanje: 1. siječnja 2006.). Nalazi se na teritoriju glavnog grada Delhija kao samostalne upravne jedinice. Vrlo je važno upravno središte, industrijski grad, prometno čvorište i kulturni centar. Kako New Delhi i grad Delhi čine jedinstvenu urbanu cjelinu, oba grada zajedno najčešće se u Indiji zovu jednostavno Delhi.
Nalazi se na sjeveru Indije, uz obalu rijeke Jamune, na prijelazu iz doline Inda u dolinu Gangesa. Predstavlja važno prometno, političko, upravno i trgovačko središte.

## Povijest
Englesti kralj Đuro V. i car britanske Indije zadužio je 1911. godine britanske arhitekte Edwina Lutyensa i Herberta Bakera da isplaniraju novu upravnu četvrt. 
Ovaj planski građeni glavni grad smješten je na tadašnjem južnom rubu Delhija dovršen je 1929. i svečano preuzet 1931. godine. New Delhi s velikim parkovima i alejama kao i kolonijalnom arhitekturom od tada je glavni grad Indije (u međuvremenu, upravljanje je bilo izmješteno u Kalkutu). Njegova gradska slika do danas se značajno razlikuje od drugih velikih indijskih metropola koje u svom razvoju nisu bile tako pomno planirane.